# Anjanette Kirkland
Pour les articles homonymes, voir Kirkland.
Anjanette Kirkland, née le 24 février 1974 à Pineville en Louisiane, est une athlète américaine, spécialiste du 100 m haies.
En 2001, elle a été sacrée championne du monde en salle et en plein air, réalisant en 12 s 42 son record personnel. Elle a également participé aux championnats du monde en 1997 et 2003, sans atteindre la finale.

## Palmarès

### Championnats du monde d'athlétisme
- Championnats du monde d'athlétisme de 1997 à Athènes ( Grèce)
  - éliminée en demi-finales sur 100 m haies
- Championnats du monde d'athlétisme de 2001 à Edmonton ( Canada)
  -  Médaille d'or sur 100 m haies
- Championnats du monde d'athlétisme de 2003 à Paris ( France)
  - éliminée en série sur 100 m haies

### Championnats du monde d'athlétisme en salle
- Championnats du monde d'athlétisme en salle de 2001 à Lisbonne ( Portugal)
  -  Médaille d'or sur 60 m haies

### Championnats des États-Unis
- -  Médaille d'argent sur 100 m haies en 1997
  -  Médaille de bronze sur 100 m haies en 2001 et 2002